# ハイアニス (マサチューセッツ州)
ハイアニス（Hyannis [ˌhaɪˈænɪs]）とは、アメリカ合衆国のマサチューセッツ州バーンスタブル郡の村。
バーンズタブル市にある7つの村の中で最も大きく、またケープコッドの商業、運輸業のハブとなっている。そのため、1990年の人口調査では「都心部」として指定されている。そういったことから、ハイアニスを「ケープコッドの首都」と呼ぶ者も多い。ハイアニスには郡のほとんどの役所があり、二つの重要な商店街や歴史的な中央通り、そしてケープコッド・モールやインディペンデンス・パーク、そしてケープコッド・ポテトチップス本社を含む国道132号沿いの商業地域がある。
ハイアニスは重要な観光地であり、フェリーや飛行機でナンタケットに向かう人々の重要な拠点でもある。マーサズ・ヴィニヤードに向かう旅客も多く、ファルマス近くにあるウッズ・ホールに続く2番目の量である。自然の港があるハイアニスではヨットや漁業も盛んで、ヨットはケープコッドで最多、漁業はプロビンスタウンに次いで2番目の規模を誇る。 
メインストリートにある旧町庁を利用した「JFKハイアニスミュージアム」ではジョン・F・ケネディがこの街で過ごした時間に焦点を当てた展示が行われている。また、1966年に郡の人々によって建設された記念碑がルイス湾の浜辺に立っている。記念碑は噴水と芝生、そして石碑からなっており、石碑には大統領標章と共に「重要なのは、この国は港にとどまるのではなく出航しているということである」という彼の言葉が記されている。1960年11月9日のこと、JFKはこの地の旧ハイアニス武器庫（アメリカ合衆国国家歴史登録財）にて大統領選の勝利宣言を行った。
かつてのアメリカ海軍のタグボート「ハイアニス」（USS Hyannis (YTB-817)）はこの村にちなんで名づけられている。

## 歴史
「ハイアニス」という地名はカマキッド族（Cummaquid tribe）の酋長（sachem）であった「イヤノウ」（Iyannough）にちなんで名づけられた。

## 概要
ケープコッドの玄関口であり、中心地でもある港町である。

ボストンのエグゼクティブ達にとってはここに別荘を持つ事がステイタスであるといわれ、多くの別荘がある。ジョン・F・ケネディ一家の別荘もここにあり、休日をハイアニスで過ごす事も多かった。この事を記念して「ジョン・F・ケネディミュージアム」や「ジョン・F・ケネディメモリアル」といった施設がある。

ヘルシーな事で全米で人気のポテトチップスであるケープ・コッド・ポテト・チップスの工場があり、見学する事もできる。

## 交通
航空機
市内にバーンズテーブル市民空港があり、ボストン、プロビデンス、ニューヨーク、フィラデルフィアから飛行機（ケープエアー）が飛んでいるほか、ナンタケット島やマーサズ・ヴィニヤード島へ航空機が飛んでいる。
バス、船
ボストンからはバスがある。ボストンやナンタケット島からはフェリーが出ている。
鉄道
かつては鉄道で行く事も出来たが、現在は貨物のみである。現在も駅はあり、アムトラックが鉄道を走らせたこともあった。現在でもマサチューセッツ湾交通局の通勤用運行を拡張して、旅客鉄道を復活させようという声がある。

## スポーツ
以下のようなチームがある。
- 野球　ハイアニスハーバーホークス（ケープコッド・ベースボール・リーグ）

## 著名な出身者と住人
- ジュディ・ガーランド
- ジョン・ハブリチェック
- ジャック・ケルアック
- ラリー・ペイジ
- ジョン・F・ケネディ

## ギャラリー

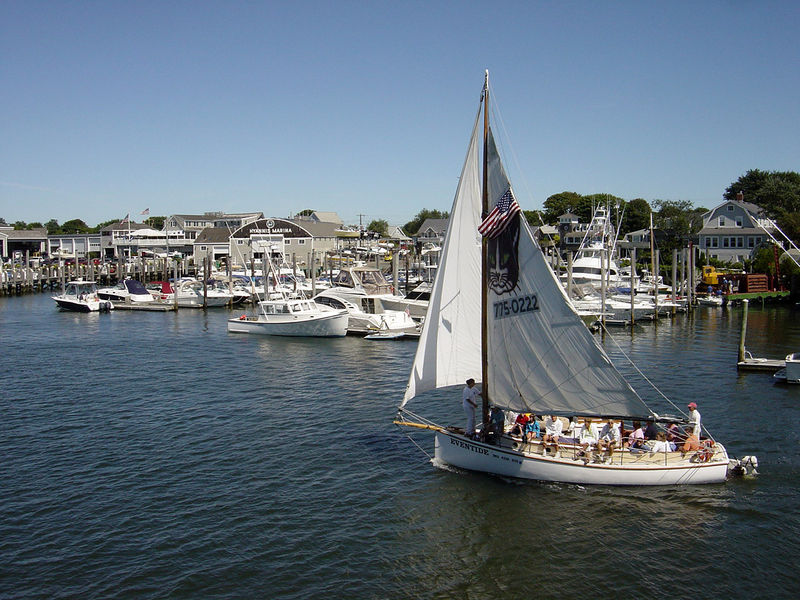
ハイアニス港のヨット
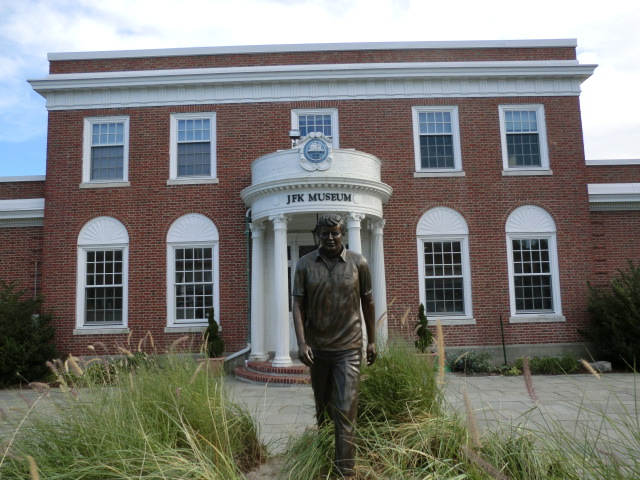
ジョン・F・ケネディミュージアム
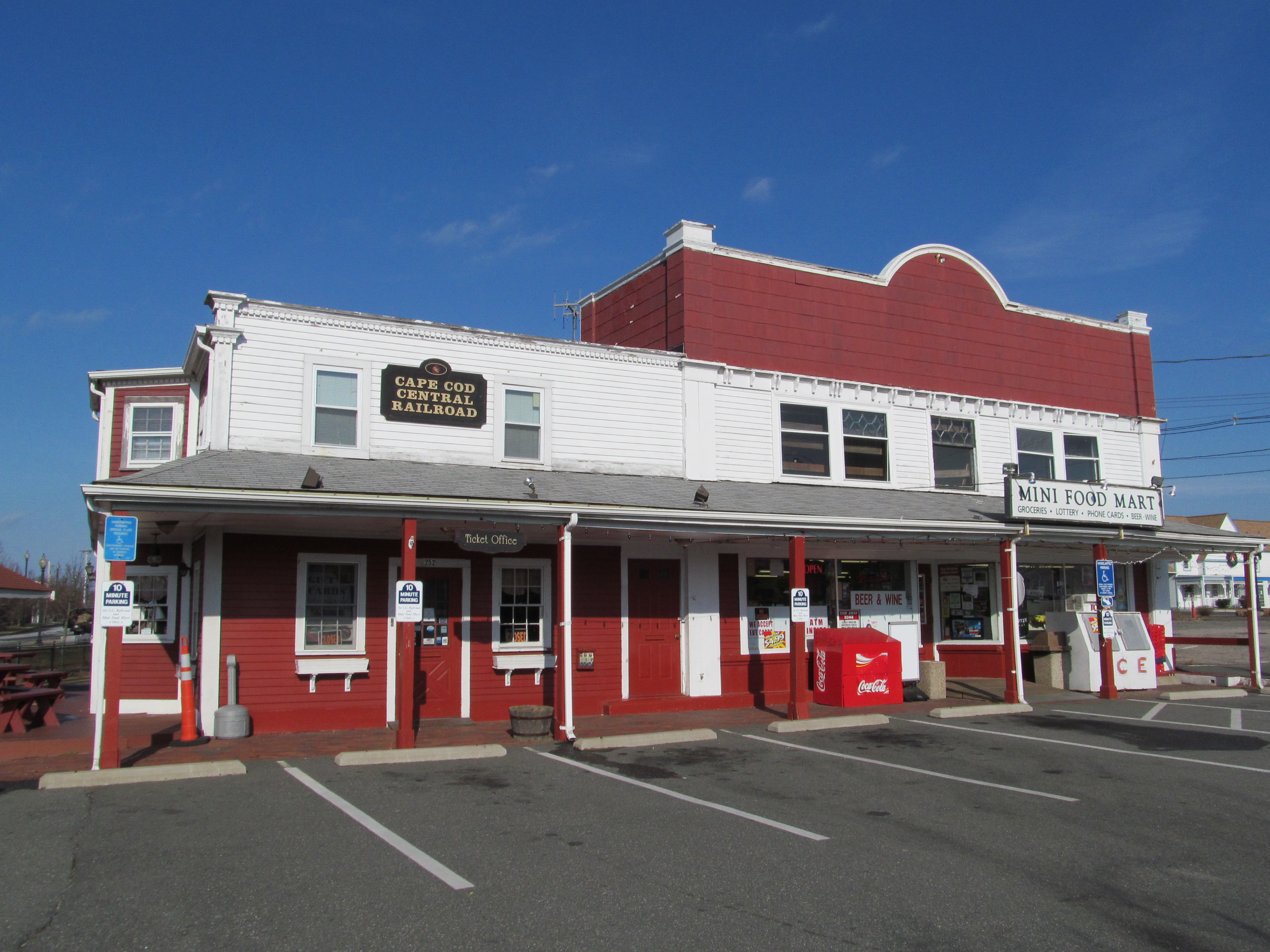
ハイアニス駅
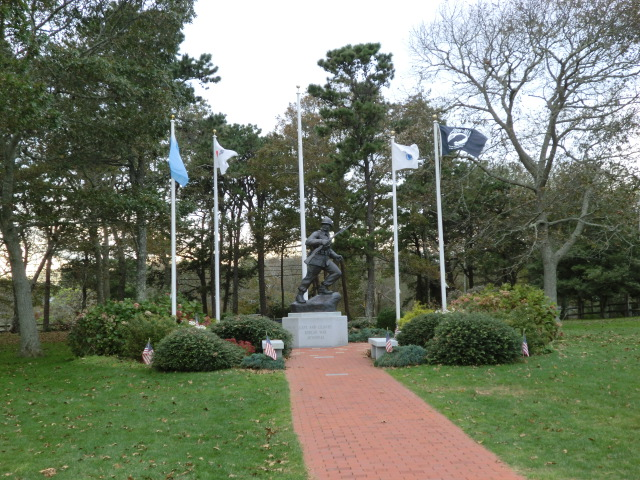
朝鮮戦争のモニュメント
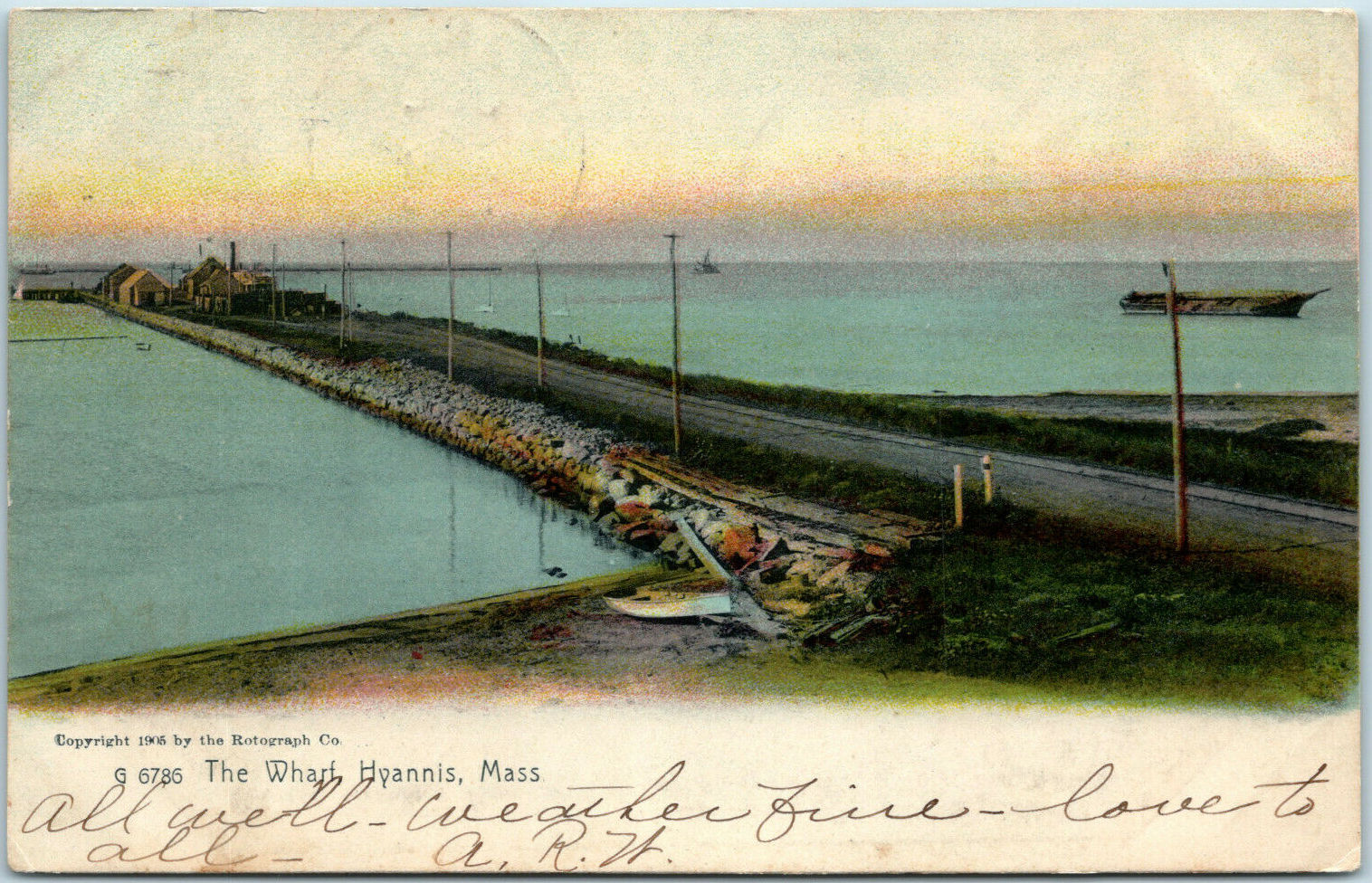
ハイアニス港
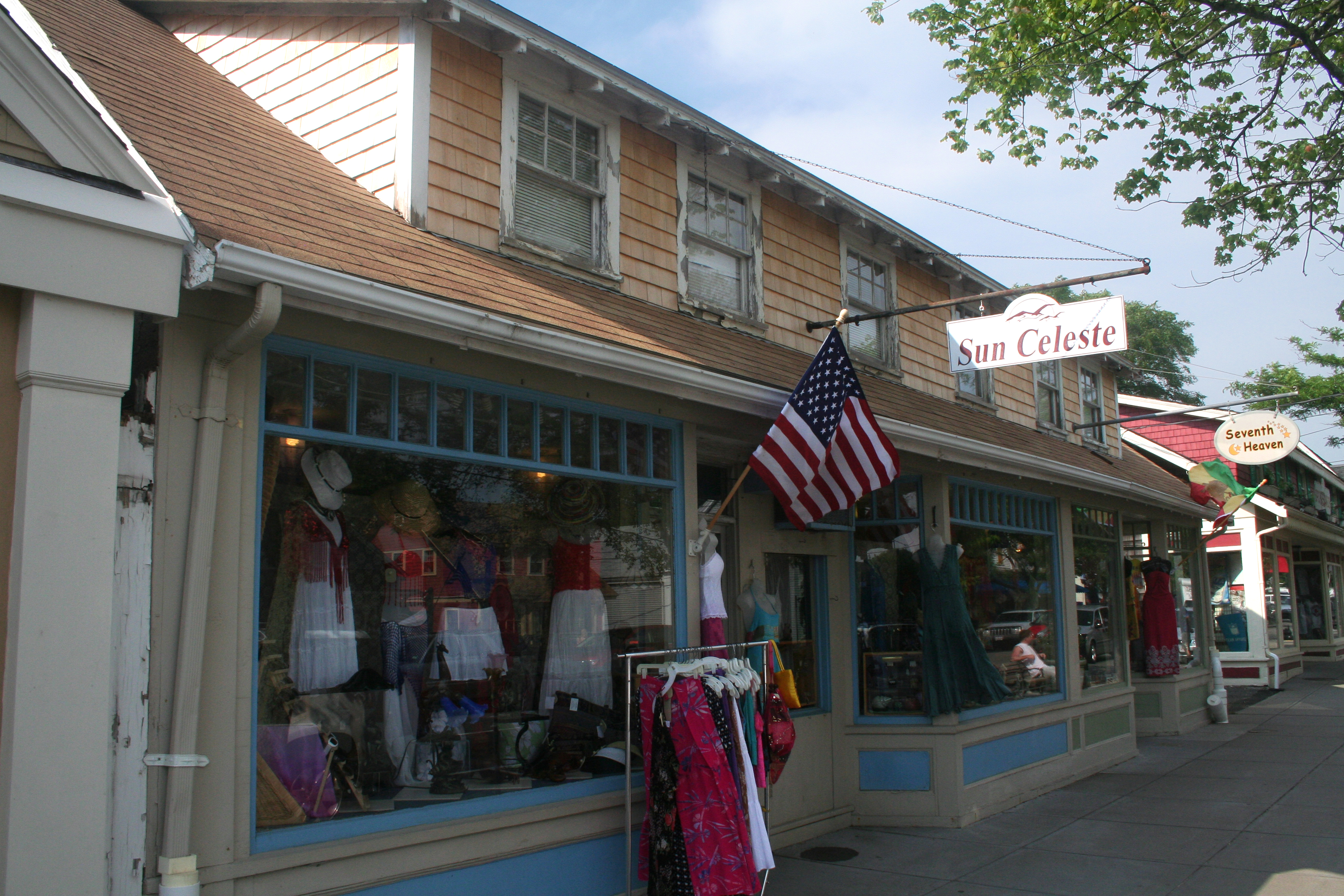
街角
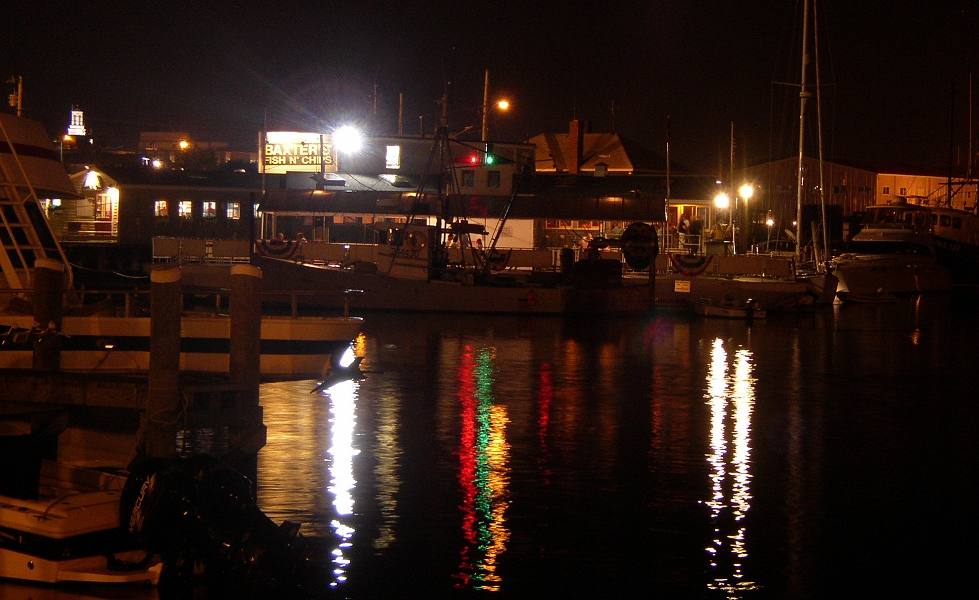
ハイアニス港の夜の様子